# Missile aérobalistique
Pour les articles homonymes, voir missile (homonymie).

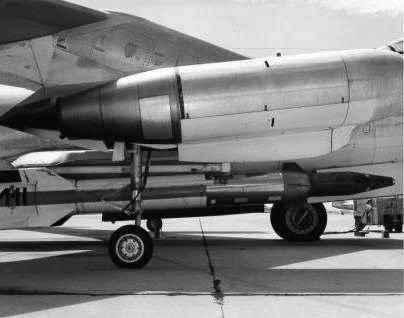
Missile monté sur un B-47.

Un missile aérobalistique (ou ALBM pour air-launched ballistic missile) est un missile balistique lancé depuis un aéronef.